# آلامودوم

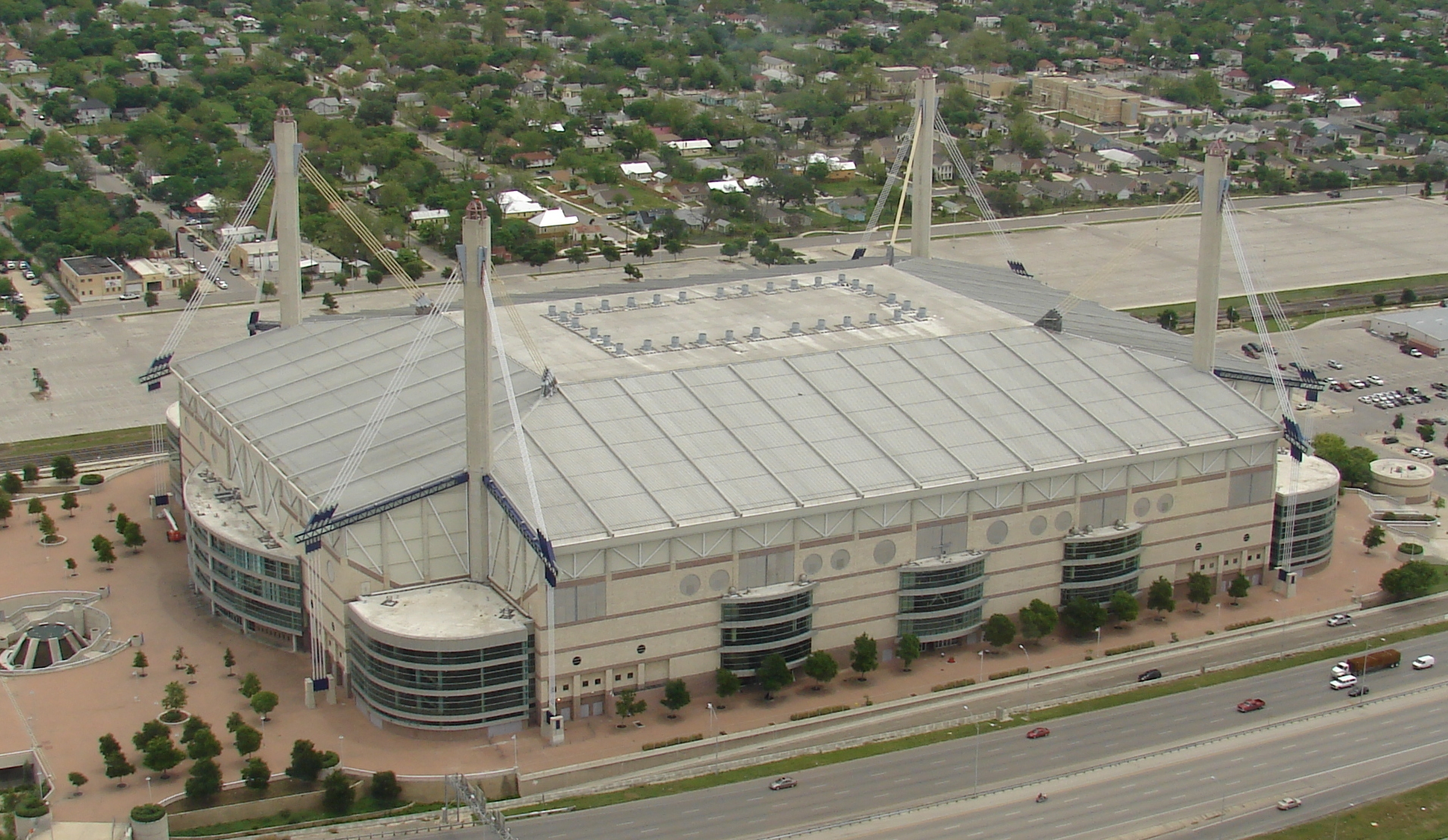

آلامودوم (به انگلیسی: Alamodome) یا گنبد آلامو، تأسیس سال ۱۹۹۳، نام ورزشگاه بزرگی در سن آنتونیو در تگزاس است.
این ورزشگاه که برای بازیهای ورزشی و مراسم بزرگ اعیاد و کنفرانسها استفاده می‌شود، سرپوشیده است، و ۶۵۰۰۰ نفر ظرفیت دارد، و خانه موقت تیم فوتبال آمریکایی نیواورلینز سینتز نیز بوده‌است. همچنین مسابقاتی از کشتی حرفه‌ای ( کشتیکج) نظیر پی پرویو رویال رامبل ۲۰۱۷ در انجا برگزار شد.
در سال ۲۰۰۸، ۳۵۰۰۰ نفر برای دیدن سخنرانی کریم آقاخان (رهبر فرقهٔ اسماعیلی) در آلامودوم گردهم آمدند.